# Giuseppe Modorati
Giuseppe Modorati, né le 2 septembre 1827 à Milan et mort le 21 mars 1905 à Carate Brianza, est un peintre italien. 

## Biographie
Giuseppe Modorati naît le 2 septembre 1827 à Milan.
Résident à Milan, il étudie à l'Académie Brera. Plus tard, il est gardien des galeries du Musée de Brera. Dans ce poste, il effectue souvent des restaurations. 
Prolifique et éclectique, il peint des sujets historiques, sacrés et de scènes de genre, ainsi que des portraits. En 1880 à Turin, il expose: Christ à Gesthemane. En 1883 à Milan, il expose: Les Garibaldini et les Bersaglieri de Manara défendent la brèche de Rome en 1849, et une demi-figure intitulée : Pensierosa. En 1886, à l'Exposition nationale, il expose: Troppo tardi ; Rifugio d'amore ; Placido sonno et Le sirene, un dessin au fusain. 
Il meurt le 21 mars 1905 à Carate Brianza.